# Phymatosorus scolopendria
Phymatosorus scolopendria är en stensöteväxtart som först beskrevs av Nicolaas Laurens Burman, och fick sitt nu gällande namn av Pichi-serm. Phymatosorus scolopendria ingår i släktet Phymatosorus och familjen Polypodiaceae. Inga underarter finns listade.

## Bildgalleri

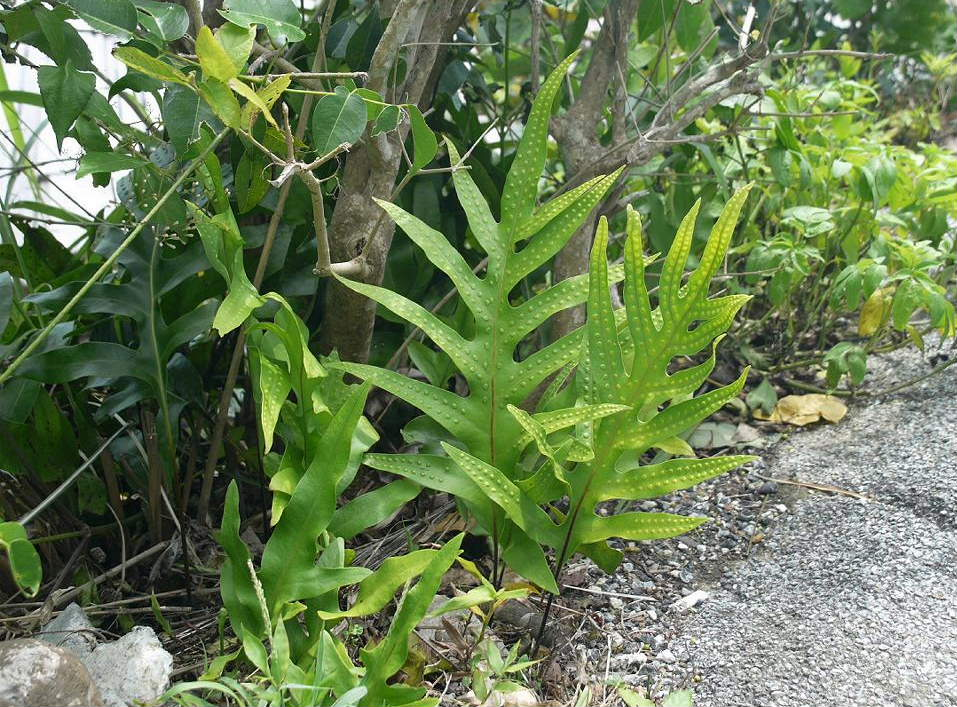